# クレージーキャッツショー
『クレージーキャッツショー』は、1959年9月1日から1961年6月27日までフジテレビで放送されていたバラエティ番組である。竹岸ハム（竹岸畜産工業＝現・プリマハム）の一社提供。

## 概要
1959年3月2日にスタートした昼の帯番組『おとなの漫画』をオンタイムで見られない視聴者のために企画された番組。『おとなの漫画』本編の1週間分の内容をまとめたものであるが、この番組は昼の内容をそのまま再放送するのではなく、ハナ肇とクレージーキャッツが番組内でもう一度同じコントを演じ、その合間にヨネヤマ・ママコのパントマイムをインサートするという構成を取っていた。
番組は1961年6月27日放送分をもって終了したが、その2年後の1963年に『7時半だよクレージー』と題して復活した。こちらも同じく竹岸ハムの一社提供で放送。

## 放送時間
いずれも日本標準時。
- 火曜 22時30分 - 22時45分（1959年9月1日 - 1960年2月23日）
- 火曜 22時55分 - 23時10分（1960年3月1日 - 1960年3月29日）
- 火曜 22時45分 - 23時00分（1960年4月5日 - 1960年4月26日）
- 火曜 23時00分 - 23時15分（1960年5月3日 - 1960年11月1日）
- 火曜 22時30分 - 22時45分（1960年11月8日 - 1961年6月27日）

## 出演者
- ハナ肇（ハナ肇とクレージーキャッツ）
- 植木等（ハナ肇とクレージーキャッツ）
- 谷啓（ハナ肇とクレージーキャッツ）
- 犬塚弘（ハナ肇とクレージーキャッツ）
- 桜井センリ（ハナ肇とクレージーキャッツ）1960年6月から
- 安田伸（ハナ肇とクレージーキャッツ）
- 石橋エータロー（ハナ肇とクレージーキャッツ）1960年6月まで
- ヨネヤマ・ママコ

## スタッフ
- 演出：椙山浩一（後のすぎやまこういち）
- 音楽：安田伸（テーマ曲）、谷啓（パントマイム）

## 備考
一部の文献ではこの番組は「途中で『週刊クレージー』と改題した」と紹介されているが、実際には副題で「週刊クレージー○○号」と付けられていただけで改題まではしていなかった。